# 碧しの
碧 しの（あおい しの、1990年9月8日 - ）は、日本の元AV女優。
栃木県出身。

## 略歴
2009年、篠めぐみ名義でロリ系のAV女優としてAVデビュー。
所属は「WAVE Promotion」。
2010年5月21日、公式ブログで引退を発表。
2012年頃より、碧しのに改名して活動再開。
筆致力と批評力が評価され、2015年よりDMMニュースにてDVDレビューのコーナーを担当する。
2019年11月28日、本人のTwitterで、一身上の都合により引退することを表明した。

## 出演作品

### アダルトビデオ
2009年
- ずっとプチ羞恥 03（8月21日、プレステージ）
- めぐみ（10月13日、無垢）
- スレンダー 06（10月21日、プレステージ）
- 女子校生凌辱日記 HAPPY FISH 03（11月1日、ワンズファクトリー）オムニバス作品 ※「山口裕未」名義、アダルトサイト『HAPPY FISH No.208 山口裕未』を収録
- 首都圏 援交 73（11月3日、プレステージ）
- 不倫交際中 [CASE 06]（11月3日、プレステージ）
- 図書館で声も出せず糸引くほど愛液が溢れ出す敏感娘 2（11月5日、ナチュラルハイ）(NHDT-889)
- 援交女子校生連続アクメ責め 2（11月13日、I.B.WORKS）
- 無垢ナ女子校生限定ソープランド めぐみ 2（11月13日、無垢）
- 「『こんなチ○ポですいません』入院中の無洗包茎チ○ポを看護師は優しく剥いて即尺してくれるか?」 VOL.2（11月19日、DANDY）
- 生エロバイト 01（11月20日、プレステージ）
- 断れない子。一人目（12月1日、プレステージ）
- 会社近くの花屋で働く可愛いコを発見し、通い詰めてAV出演の交渉に成功しました!（12月5日、V&Rプロダクツ）オムニバス作品
- 援交 転校生（12月11日、Up'S）
- めぐみ 3（12月13日、無垢）
- ワタシをオトナにして下さい。3（12月18日、プレステージ）

2010年
- ザーメン美少女（1月1日、プレステージ）
- めぐみ 4（1月13日、無垢）
- ふくらみ（1月15日、ワープエンタテインメント）
- 責め続け快楽漬け（2月5日、ワープエンタテインメント）
- 嬉し涙が溢れるイラマ（2月5日、NON）
- 微乳A とっても感じる小っちゃいおっぱい（2月15日、ドリームチケット）
- 美少女スレンダー（2月15日、NON） ※「中村遙香」名義
- ロリータ中出し強姦（2月26日、TMA）
- 現役素人アスリートめぐみ 重量挙げ 鉄腕ロ●ータ女子大生（3月1日、EROS HEARTS）
- キレイ好きなオクチ 腰が引けちゃうお掃除フェラと トリハダもんの直後責め （3月5日、ワープエンタテインメント）
- おしえご（3月7日 Be Free）
- 競泳水着 ローション 尻コキ（4月1日、Fetishist/妄想族）
- やっぱり、君が好き 18歳・微乳レズビアン 〜第2章・卒業〜（4月5日、ワープエンタテインメント）
- 乳首の弱いカノジョと僕が、互いに乳首を責めあいました。3 撮り下ろし×全11編（4月15日、ワープエンタテインメント）
- 私を大人にして下さい。（4月25日、kawaii*）
- INSTANT LOVE 17（2010年、クリスタル映像）
- 制服の似合う女の子の黒ニーソで足コキ（6月13日、マルクス兄弟）
- 漏らしてもいいけど、絶対イッちゃダメ!!（6月15日、ワープエンタテインメント）
- 微乳女子校生の初生中出しゴックンSEX （6月19日、エムズビデオグループ）
- 超激似!!宮崎あ○い（6月24日、SODクリエイト）
- 特濃ごっくん少女 篠めぐみ（7月1日、MOODYZ）
- 反応が良くてカワイイ女の子のアナルセックス 篠めぐみ（8月1日、MOODYZ）
- ズボ入れマジイキ バイブオナニー 3（8月1日、ワンズファクトリー）
- 微乳 真性中出し 篠めぐみ（8月15日、ワープエンタテインメント）
- オンナに馬乗りになって強制フェラチオさせて、従順なベロにたっぷり舌上発射する僕。（8月15日、ワープエンタテインメント）
- お兄ちゃん大好き妹のご奉仕ゴックン （8月19日、エムズビデオグループ）
- ピタパンOL 立ち電マ責め（9月1日、妄想族）
- ゴックンアイドルSP 飲みまくり198発270分（10月1日、MOODYZ）
- ちょっと怖いけどドキドキしちゃう 綺麗なお姉さんに亀頭&尿道責めされて、禁断の快楽に目覚めたM男たち（10月1日、ワンズファクトリー）
- SINGLE BEST 16（10月1日、NIRVANA）※総集編
- キモ男に犯される家庭教師（10月13日、マルクス兄弟）
- 引退までにしたい10のこと。（10月20日、ピーターズ）
- 鬼畜父 〜生意気なニーソックス貧乳娘〜（10月22日、I.B.WORKS）
- 篠めぐみ◆超ベスト4時間（11月5日、ワープエンタテインメント）※総集編
- ツインテールで貧乳の女子校生は嫌いですか？ めぐみ（11月12日、I.B.WORKS）
- 手コキ目線（11月15日、NON）
- かわいい妹生中出し4時間（11月19日、グレイズ）
- ガーターストッキング 顔騎オナニー（12月1日、Fetishist/妄想族）
- 決壊アクメ!潮吹き100人4時間（12月1日、MOODYZ）※総集編
- ALL OF THE SINGLE BEST 4時間（12月1日、NIRVANA）
- 超激似!! 宮崎あ◯いナマ中出し（12月7日、SODクリエイト）
- みるスポ!（12月13日、みるきぃぷりん）
- マルクス兄弟ベストセレクション50タイトル4時間 2010（12月13日、マルクス兄弟）※総集編
- 妹と兄のヒミツの相互オナニー（12月13日、マルクス兄弟）
- 肛門激情アクメ!アナルFUCK4時間（12月13日、MOODYZ）※総集編
- ナニされても絶対コッチ見てなきゃダメ!! BEST 4時間（12月15日、ワープエンタテインメント）※総集編
- 貧乳大全集 2枚組8時間（12月24日、TMA）※総集編
- 少女愛好家による趣味的ハメ撮り映像4時間2（12月24日、I.B.WORKS）※総集編

2011年
- 女子校生スカート尻コキ（1月1日、Fetishist）
- 特選美少女20人!厳選本気印セックス4時間!（1月13日、MOODYZ）他19名出演 ※総集編
- 僕らは、お腹いっぱいになるまで騎乗位を楽しみたい!（1月13 日、マルクス兄弟）他多数出演 ※総集編
- 超人気女優・超ボリューム・超ハード2穴FUCK150作品16時間（1月19日、ROOKIE）他多数出演 ※総集編
- kawaii*4周年記念だょ全員集合16時間（1月25日、kawaii*）他多数出演 ※総集編
- 篠めぐみの生ハメタイ旅行 in パタヤ（1月25日、みるきぃぷりん♪）
- 精飲ごっくん美少女（2月1日、ワンズファクトリー）
- 乳首コリコリ&指ズッポオナニー（2月1日、ワンズファクトリー）
- 誰にも言えない禁断のレズ恋愛 私の初めては水泳部の女の先輩（2月5日、ディープス）
- MOODYZハードプレイ150連発12時間（2月13日、MOODYZ）※総集編
- 究極サンドイッチFUCKスペシャル（2月13日、MOODYZ）
- アイドル篠めぐみの童貞筆おろし（2月13日、マルクス兄弟）
- ディルドオナニー 22人4時間（2月15日、ワンズファクトリー）※総集編
- 泣きじゃくり 泣き虫美少女・涙ぼろぼろイラマチオ（2月15日、ドリームチケット）
- 淫乱泡吹き失神セックス（2月19日、乱丸）
- マンコ3本挿し×浣腸イラマチオ×5穴連続発射×アナル2本挿し×ぶっかけ100連発×中出しザーメン強制ゴックン×アナル&マンコ同時2穴挿しファック!（2月25日、ダスッ!）
- 「最高に気持ちいぃ〜」フェラチオ。4時間SP（3月2日、チーム川崎）他多数出演
- S-Cute Bookmark 09 貧乳コンプレックス 篠めぐみ、神河美音、葉山潤子、中山エリス （3月5日、S-Cute）
- 可愛いすぎる美少女collection 月野りさ、大沢美加、麻倉憂、篠めぐみ （3月5日、V&Rプロダクツ）
- ホットパンツがエロい美脚の足コキ（3月13日、マルクス兄弟）
- ふたなり レズ姉妹（3月15日、NEXT GROUP）
- 白衣の天使と性交（3月15日、ドリームチケット）
- 禁断介護（3月17日、グローリークエスト）
- pure love 高校教師と私の純愛ストーリー（3月20日、ピーターズ）
- 100発の精子飲む（4月1日、アイデアポケット）
- レズビアン同級生 揺れ動くココロ（4月13日、MOODYZ）
- S-Cute Bookmark 12 快感の目覚め このは、藤原ひとみ、葵ぶるま、篠めぐみ （4月24日、S-Cute）
- いもうと温泉 俺のいもうとと一泊二日の（秘）旅行（5月16日、スターゲイト）
- 超高級ロリソープ（6月20日、ピーターズ）
- 特濃ごっくん少女 篠めぐみ （7月1日、MOODYZ）
- 篠めぐみコレクターズエディション4時間（7月22日、マルクス兄弟）総集編
- 篠めぐみのものすごいハードプレイ6時間（8月1日、MOODYZ）総集編
- 反応が良くてカワイイ女の子のアナルセックス 篠めぐみ （8月1日、MOODYZ）
- 篠めぐみの生ハメ・タイ旅行part2 （9月2日、みるきぃぷりん♪）
- 美少女レズビアン（8月20日、ピーターズ）
- 微乳ロ●ータ 篠めぐみ16時間 （11月13日、ROOKIE）

2012年
- ぼくの子宮 ありす＆めぐみ （2月10日、グリッターフィルムズ）
- ぼくの子宮 めぐみ （2月10日、グリッターフィルムズ）
- 悶絶大量浣腸2穴ファック！（2月15日、CORE）
- 時間よ止まれ! レズSP 3 （3月8日、V&Rプロダクツ）
- 変態ナースはアナル奴隷（3月13日、マルクス兄弟）
- ゴックン秘密基地（3月15日、ワープエンタテインメント）
- 敏感美少女の初飲尿2穴中出しFUCK （3月19日、エムズビデオグループ）
- ねぇ先生？こんな小さなおっぱいじゃダメですか… （3月23日、I.B.WORKS）
- 凌辱箱 （3月25日、ダスッ！）
- ふたなりワールドSPECIAL （4月13日、MOODYZ）
- スペレズ （4月19日、エムズビデオグループ）
- トリプル悶絶サンドイッチ輪姦 （5月7日、アタッカーズ）
- エレベーターガールin…［脅迫スイートルーム］（5月18日、ドリームチケット）
- 美少女2穴中出し！アナル徹底破壊！ （5月19日、クリームパイ）
- 発情二穴お下劣求愛ドブ濡れ交尾 （5月20日、ピーターズ）
- 可愛い姪っ子姉妹に強制で連続射精させられちゃった僕。（5月25日、アロマ企画）
- イラマチオ 最後は、のど射（6月1日、MOODYZ）
- 今日は君のアナルを犯したい！！ （6月8日、First Star）
- W美少女 3穴中出しファック （6月19日、エムズビデオグループ）
- どうしてそんなに恥ずかしい穴ばかり攻めるんですか （7月1日、ヴィ）
- JK回春マッサージ倶楽部（7月13日、アロマ企画）
- 肉便器にされた歌のおねえさん 篠めぐみ （8月9日、SODクリエイト）
- 完全陵辱 （9月1日、中嶋興業）
- 六年三組体育館中出し乱交 （9月28日、I.B.WORKS）
- 女監督ハルナの過激でHなアナル性感レズエステ2 （10月1日、ヴィ）
- 妹催眠調教マニュアル （10月12日、TMA）
- 東京FUNKY GALS EX 11 乱交フィーバ （11月2日、ピエロ）
- ふたなりレズ姉妹 3D DX （11月15日、NEXT GROUP）
- 不運な巡り合わせで娘とは気付かずにセックスしてしまった最低な父 2 (11月22日、Hunter) (HUNT-634)

2013年
- 催眠 赤 DX 53 スーパーmc編 （1月25日、AUDAZ）
- 純愛レズビアン ON LIVE 09 （1月25日、ピエロ）
- おしゃぶり予備校38 （2月1日、映天）
- 全身くすぐり体罰 （2月19日、Dogma）
- 114分間ノンストップ撮影、ノーカット編集で生中出し28連発に長時間お掃除フェラ！！ （3月1日、映天）
- 「女の口は嘘をつく。」 雌女ANTHOLOGY ＃115 篠めぐみ （3月8日、アウダースジャパン）
- 浣腸穴姦・中出しMAX （3月13日、クリームパイ）
- ずーっと乳首いじってセックスしてあげる （3月15日、OFFICE K’S）
- 小便懲罰 2 （4月5日、OFFICE K’S）
- SEXは下品なほうがいいに決まってる。（6月19日、乱丸）

2015年
- HYPER FETISH ハイレグいやらしクィーン 碧しの（1月7日、デジタルアーク）
- 乱交・レズ・レイプ・中出してんこ盛り（1月13日、CREAM PIE）
- 壁！机！椅子！から飛び出る生チ○ポが人気のお店 『BARしゃぶりながら』…さらにハメながら!!（1月22日、SODクリエイト）
- バレンタインデー・レズ～大好きなあの子とエッチがしたくて‘媚薬入りの本命チョコ’をあげたら…～（2月5日、Hunter）
- ずっと一緒に…。vol.03 しの編 碧しの（2月6日、アウダースジャパン）
- サテン射精 2（4月5日、フリーダム）
- 碧しのの絶品射精術（5月5日、フリーダム）
- 絶対領域に萌える黒ニーソ脚コキ 4時間（5月13日、MARX）
- 3穴スプラッシュ 強制レズアクメ ～女×女×女のイカせ合いバトル～（5月19日、レズれ！）
- セックスが溶け込んでいる日常 働く綺麗なお姉さん『常に性交』丸の内OL（5月21日、SODクリエイト）
- 制服美少女のエッチな放課後 青春って、気持ちいいかも。（6月1日、S-Cute）
- OLの黒ソックスで（6月5日、フリーダム）
- 電気あんま罵倒（6月5日、フリーダム）
- 性欲処理専門 セックス外来医院 9 真正中出し科 ひとりで50人の患者と生性交する人妻看護師の1日に密着！（6月6日、SODクリエイト）
- ビジネスホテルのマッサージ師の胸チラで股間が反応してしまった俺 5 SPECIAL（6月6日、アキノリ）
- 挑発見せつけレズセックス（6月13日、U&K）
- マジイキ！ディルドオナニー4時間（6月13日、MARX）
- 女監督ハルナの素人レズナンパ 92 媚薬入り美容オイルで興奮させてイカせまくり！イキまくり！（6月15日、ピーターズ）
- ニオイを感じる足裏（7月5日、フリーダム）
- 驚愕のポルチオエステサロン伝説 どこまでイクの？私のカラダ（7月7日、ゴールデンタイム）
- 性欲盛りなU30歳の部下の嫁に手を出した俺（7月23日、アキノリ）
- 常に乳首責めエステで感じちゃった俺（8月6日、アキノリ）
- 汗臭い汚い男とセレブ妻（8月25日、ながえスタイル）
- S&M 女神淫虐 Theatre-03 奴隷堕ちの美麗女王様（8月25日、AVS collector’s）
- 撮影現場のカメラの前でおしっこをするAV女優（9月3日、グローリークエスト）
- Best of 碧しの（9月4日、アウダースジャパン）※単体ベスト
- Double Penetration 二穴咆哮 4時間（9月13日、CREAM PIE）
- ノンストップ6Pレズビアン乱交（9月19日、レズれ！）
- 漆黒のパンストレズビアン vol.2（10月19日、レズれ！）
- もう老人しか愛せない。（10月25日、ながえスタイル）
- 徹底破壊!! 残虐アナル拷問大全集4時間（10月25日、BabyEntertainment）
- 同棲彼女に尽くされSEXSP（11月6日、アウダースジャパン）
- 女監督ハルナの素人レズナンパ 95 超はずかしぃ！オマ●コくぱぁで初レズ絶頂体験！（11月15日、ピーターズ）
- 乱交でレズれ！（11月19日、レズれ！）
- DEVIL LADIES 淫酷責めの女たち 第三話:復讐される女の涙！暴虐の軟体ゴロシ（12月19日、BabyEntertainment）
- 淫蜜拷問女人集団 ポルチオレズエステ ～慟哭～（12月19日、レズれ！）

2016年
- 戦慄の残虐拷問ファイル 15人の失踪捜査官（1月13日、BabyEntertainment）
- レズりたいのにレズれない。触れてはいけないアノ人と、オナニーだけでは我慢できずに禁断ディルドセックス（1月19日、レズれ！）
- 投稿白書 人妻の和姦体験談（1月25日、ながえスタイル）
- SOUL DESTROYER 炎上昇天装置（2月7日、アタッカーズ）
- レズビアンに囚われた女潜入捜査官 ～権力と金と欲。ビビアンTVアナウンス室潜入編～（2月7日、ビビアン）
- ドSの黒ギャルERIKAをドMのセックス・モンスター碧しのが犯す。（2月19日、レズれ！）
- 鼻LOVEレズ（3月1日、ゑびすさん/妄想族）
- 女監督ハルナの素人レズナンパ99 友達同士でノリ×2野球拳！負けたら脱ぐ？初レズする？イカされちゃう？（3月15日、ピーターズ）
- ヌルぺっちょレズビアン（3月19日、レズれ！）
- かすみ果穂 ファイナルキャノンボール（3月25日、ダスッ！）
- 舌頂!! ディープスロート学園（4月7日、グローリークエスト）
- 女監督ハルナの素人レズナンパ 100 大槻ひびきちゃんと碧しのちゃんの豪華Wナビで素人女子をとことんイカせまくれ！（4月15日、ピーターズ）
- レスボスの掟 お仕置きバレエ教室（4月19日、シネマジック）
- 突撃！いたずらレズ乱交inメイクルーム（4月19日、レズれ！）
- 挑発！パンチラオナニー（4月21日、グローリークエスト）
- ウルトラM性感研究所 クラブ・ザ・サッキュバス ～あぶない絶頂地獄～（4月25日、AVS collector’s）
- アクメ性感 レズエステ（6月19日、ゑびすさん/妄想族）
- もう死んだってかまわない！超ラッキーの連続で巻き起こるスケベ過ぎる一日！鼻血が止まらないくらいの夢のエロハプニング続出！ 6（6月19日、ゴールデンタイム）
- 女体拷問研究所 THE THIRD JUDAS (ユダ) Episode-6 妙なる子宮の鼓動 ～戦闘部隊の女 全穴轟沈逝き殺し～（7月1日、BabyEntertainment）
- ダブル接吻コントロール ver.ふたり責め（8月5日、ワープエンタテインメント）
- 女が女を襲う！女監督ハルナの レズ痴漢バス case.02（8月19日、レズれ！）
- 接吻寝取られ・・ 妻のくちびるが奪われた。（8月25日、ながえスタイル）
- 思春期チ○ポに興奮する猥褻女家庭教師がした事の全記録 5（9月1日、グローリークエスト）
- もう老人しか愛せない ～特別拡大版～（9月1日、ながえスタイル）
- 女の子がオナニーするのは都市伝説かと思っていたら、目の前で僕よりも太くて大きいバイブを入れてヨガっている女子がいた！僕はショックを受けながらも大興奮！チ○ポはガン勃ちでもう爆発寸前！（9月7日、ATLANTIS-H）
- ノンストップ6Pレズビアン乱交 3（9月19日、レズれ！）
- もう老人しか愛せない5 お酒を飲むと人が変わる義父に犯されました…でも忘れられない。（9月25日、ながえスタイル）
- 自画撮りオマ○コ指オナニー 6（10月6日、グローリークエスト）
- LGBTコミュニティで有名な椎名そらの友人がAVデビュー!! 脱いだらものすごいカラダのゆあちゃん (22歳)（10月7日、ビビアン）
- 女監督ハルナの素人レズナンパ105 禁断の！？姉と妹と碧しのオマ○コ同士！オモチャなんて要らない初レズ素股で絶頂体験！（10月15日、ピーターズ）
- 碧しの レズれ！プレミアムBEST8時間（10月19日、レズれ！）※単体ベスト
- 何度イッテもチ●ポを離さない汁漬け汗だくぶっ壊れオンナ（11月4日、ワープエンタテインメント）

2017年
- もう死んだってかまわない！超ラッキーの連続で巻き起こるスケベ過ぎる一日！鼻血が止まらないくらいの夢のエロハプニング続出！ 8（1月7日、ゴールデンタイム）
- ちんシャブ大好き女（2月10日、REAL/ケイ・エム・プロデュース）
- ヒロイン完勝 02 ～機動捜査官レイン 復讐のヒロイン～（2月10日、GIGA）
- 息子をくっちゃう母（2月25日、ながえスタイル）
- 働くお姉さんが、貴方のオナニーをコントロールしてくれる『センズリ指示 (JOI) 株式会社』（3月2日、SODクリエイト）
- （裏）手コキクリニック ～完全版～ 性交クリニック9 4時間×8性交SP（3月2日、SODクリエイト）
- ママのリアル性教育（3月16日、グローリークエスト）
- 巨大ヒロイン (R) レッドガデス レオナ＆アスーラ（3月24日、GIGA）
- 寝取られ温泉旅館 両刀使いの変態女将（4月1日、FAプロ）
- DEVIL LADIES 淫酷責めの女たち 第四話:狂乱レズ処刑！美少女餌食イキ地獄（5月19日、BabyEntertainment）
- ガチンコ全裸レズバトル 8（6月1日、ROCKET）
- おしっこ商事 (株)（6月1日、グローリークエスト）
- 過敏な脚 足指まで感じ合うレッグレズ（6月1日、ゑびすさん/妄想族）
- 女監督ハルナの素人レズナンパ 112 友達同士のキス大会！碧しのちゃんも乱入して乱痴気3Pイキまくり！（6月15日、ピーターズ）
- ウルトラM性感研究所クラブ・ザ・サッキュバス 淫乱女スパイ全身性感尋問地獄 パニック！巨大なクリと敏感膣肛門（6月25日、AVS collector’s）
- 精飲痴女（8月4日、ワープエンタテインメント）
- 夫公認！ 私の妻を満足させてください。～仕事のストレスで妻が抱けなくなった夫～（8月13日、ながえスタイル）
- ボディジャック ミステリー 憑依人狼ゲーム（9月7日、ROCKET）
- 丸呑みディープスロート 喉搾りごっくんお姉さん（9月7日、ムーディーズ）
- まんチラ誘惑 同級生のママ（9月13日、溜池ゴロー）
- 姉に中出しせがまれ過ぎて困ってます（9月19日、本中）
- 本番なしのマットヘルスに行って出てきたのは隣家の高慢な美人妻。弱みを握った僕は本番も中出しも強要！店外でも言いなりの性奴隷にした（10月7日、溜池ゴロー）
- これで貴方も女を絶対イカせるマン 2 ～アブノーマルSEX編～（10月7日、ムーディーズ）
- 碧しのの凄テクを我慢できれば生中出しSEX！（10月13日、ワンズファクトリー）
- 女監督ハルナの素人レズナンパ 116 豪華ナビ女優4名SP！友達同士で全裸ベロちゅー！レズ3P初体験！（10月15日、ピーターズ）
- 投稿白書 人妻の和姦体験談 厳選作品（10月25日、ながえスタイル）
- ドライオーガズムを超えてゆけ！アナル男潮スプラッシュ（11月7日、痴女ヘブン）
- 婚活パーティーに紛れ込んだ最低ゲス男に結婚寸前で寝取られた盗撮中出し映像（11月7日、本中）
- 中出し・ごっくん・アナル・凌辱輪姦 -2017毒針連合スペシャル-（12月1日、エムズビデオグループ）
- 完全主観 罵倒地獄 パンチラ編（12月5日、フリーダム）
- ガチンコレズ貝合わせ相撲 ～Tribbing fight～（12月7日、ROCKET）
- 淫蜜拷問女人集団 ポルチオアナルレズエステ ～発狂するほど恥辱な香り～ 肛虐淫獄絶頂セレナーデ（12月19日、レズれ！）
- 空前絶後のモノ凄いWフェラ（12月19日、MARRION）

2018年
- 背徳中出し性交ドキュメント（1月5日、ワープエンタテインメント）
- 働く綺麗なお姉さんにいきなり痴女られちゃった俺（1月11日、アキノリ）
- スーパーガチンコ全裸レズバトル REVENGE WARS 2018（1月11日、ROCKET）
- 身内とヤル!! 総勢10名による妻たちの告白！ 豪華2枚組8時間（1月25日、ながえスタイル）
- ヒロイン討伐 Vol.81 ～カイザーイエロー 打ち砕かれたプライド～（1月26日、GIGA）
- M男遊戯 罵倒スイートルーム 碧しのがSNSで見つけたM男疑惑の男を追跡捜査（2月8日、アキノリ）
- 子供が欲しいデカ尻義母が旦那とのSEXレス解消のためバニーガールに変身！刺激が強すぎてフル勃起が止まらない童貞息子に欲情した義母が優しく筆おろし生挿入！力任せの鬼ピストンでタイツに張りつく尻肉激揺れさせながら何度も中出し懇願！ 2（2月9日、V&R PRODUCE）
- 素人レズナンパ 119 女監督ハルナと碧しのちゃんが女子たちの生乳首をず～っとイジリ倒し！（2月15日、ピーターズ）
- 女監督ハルナのトリプルレズ ペニバンシンドローム file.02（2月19日、レズれ！）
- まさかの乳首テロ勃発！働く美女にいきなり乳首責めされちゃった俺（2月22日、アキノリ）
- ノーモザイク・レズれ！ director select ver.（3月19日、レズれ！）
- TSFふたなりドクター抜刀小百合 ～ふたなり婦人科 秘密のカルテ～（3月21日、ROCKET）
- 水泳部所属の姉の競泳水着姿にフル勃起した弟がコッソリ媚薬を飲ませると超敏感なカラダに！拒む姉をよそに子宮奥に突き刺さる終わりなき超絶ハードピストンで死ぬほど強制仰け反り絶頂！（4月13日、V&R PRODUCE）
- 【緊張興奮】今から上司をハメ撮りします。（5月10日、アキノリ）
- 新・侵入者（5月25日、オルガ）
- 怪人危機一髪！美聖女戦士セーラーゴールデンエルメス編（6月8日、GIGA）
- ながえSTYLE厳選女優 欲情した顔つきだけでヌケる！100年にひとりのパーフェクトAV女優 碧しの 完全保存版 全作品収録（8月13日、ながえスタイル）※単体ベスト
- 女監督ハルナの素人レズナンパ 122 人気ナビ贅沢仕様!! 親友同士の女子と初レズ本気絶頂！（8月15日、ピーターズ）
- 献身…義父への肉体介護 性欲処理にされる美人妻（8月24日、オルガ）
- 麻里梨夏4周年記念作品ささやき誘惑中出し学園（8月25日、本中）
- 性欲中枢正常化病棟ナースの実録カルテ（9月14日、ケイ・エム・プロデュース）
- 女監督ハルナの素人レズナンパ 123 碧しのちゃんが女友達同士を何度イっても止めないレズ鬼イカせ！（9月15日、ピーターズ）
- AV女優 裸コレクション 第八弾（10月12日、V&R PRODUCE）
- 挑発面接室（11月2日、ワープエンタテインメント）

2019年
- 奴隷夫婦 ～夫の目の前で犯●れ続けて～（4月12日、NAGIRA）
- こりこりと 乳首いぢりで 堕ちた妻（5月7日、JET映像）
- 完全主観 ディルド足コキ罵倒 2（6月5日、フリーダム）
- ザ・和姦 5 犯された男に狂う妻（9月13日、ながえスタイル）

### 女性向けアダルトビデオ
2016年
- 素直になれない恋人たち 2nd season（8月6日、SILK LABO）
- 中島知子監督作品第5弾 -秘密-（8月18日、GIRL’S CH）

2018年
- アンマッチング 勘違いからはじまる恋、お互いを知ってはじまる恋（10月11日、SILK LABO）

### アダルト配信動画
2017年
- 【個人撮影】18歳☆S級美女 成長期おっぱい何度もイける天然早熟どスケベ体質「またイくよ…♥」貧乳プルプル震わせアヘ顔連続絶頂（6月15日、FC2動画）※「アスナ」名義
- 【個人撮影】18歳☆S級美女 成長期おっぱい神フェラシンクロアクメ「イくのぉ♥？」天然ローション発生率200％肉オナホ大量射精（6月20日、FC2動画）※「アスナ」名義
- 【個人撮影】18歳☆S級美女 成長期おっぱい娘遂に生中出し「早く…奥まで♥」●ヵ月振り制服えっちに理性崩壊勝手に腰振り連続絶頂！カレシより先に種付許可（6月27日、FC2動画）※「アスナ」名義
- 【個人撮影】18歳☆S級美女 成長期おっぱい再び！何度もイける天然どスケベ体質がローション塗れパンストでパワーアップ「またイっちゃうッ♥」貧乳震わせアヘ顔連続絶頂（7月24日、FC2動画）※「アスナ」名義
- 【個人撮影】18歳☆S級美女 成長期おっぱい再び！顔だけで抜ける涙目神フェラ「いいよ…♥…セックス♥」天然ローション発生率200％肉オナホ大量射精（8月1日、FC2動画）※「アスナ」名義
- 【個人撮影】18歳☆S級美女 無許可生中出し！成長期おっぱい再び「妊娠しちゃう…」アヘ顔貧乳と神膣キユンキュン最強コンボ耐えられず過去最大の過ち（8月8日、FC2動画）※「アスナ」名義

### イメージビデオ
- アイドル王国 Vol.2（2009年12月29日、オルスタックピクチャーズ） ※「宮嶋あおい」[注 1]名義
- アイドル帝国 No.003（2010年1月23日） ※「宮嶋あおい」名義
- ピクシースマイル 中○生はるかちゃん○才（2010年2月19日、ミスター・インパクト） ※「はるか」名義

## 連載
- 新作AV！あ～オイシぃのぉ～！！（2015年06月29日-、DMMニュースR18）